# Уечка

Уечка — река в России, протекает в Суздальском и Камешковском районах Владимирской области. Исток находится на 1 км к северо-востоку от деревни Ляховицы. Река течёт на юго-восток, протекает мимо деревень Песочное, Пруды, Санино. Устье реки находится в 7 км по правому берегу притока Нерли реки Печуга, между деревнями Дмитриково и Зауречье. Длина реки составляет 12 км.

## Данные водного реестра
По данным государственного водного реестра России относится к Окскому бассейновому округу, водохозяйственный участок реки — Нерль от истока и до устья, речной подбассейн реки — бассейны притоков Оки от Мокши до впадения в Волгу. Речной бассейн реки — Ока.
По данным геоинформационной системы водохозяйственного районирования территории РФ, подготовленной Федеральным агентством водных ресурсов:
- Код водного объекта в государственном водном реестре — 09010300812110000032746
- Код по гидрологической изученности (ГИ) — 110003274
- Код бассейна — 09.01.03.008
- Номер тома по ГИ — 10
- Выпуск по ГИ — 0